# Ansgar Weymann
Ansgar Weymann (* 25. Oktober 1945 in Ahlen) ist ein deutscher Soziologe, der insbesondere im Feld der Angewandten Soziologie arbeitete.
Nach dem Abitur 1965 in Oldenburg studierte Weymann Soziologie, Psychologie und Philosophie an den Universitäten Saarbrücken, Münster und München. 1971 wurde er in Münster zum Dr. phil. promoviert. Danach war er wissenschaftlicher Angestellter beziehungsweise wissenschaftlicher Assistent an der Universität Bielefeld und Lehrbeauftragter an der Universität Münster. Seit 1976 ist er Professor an der Universität Bremen. Bis zu seiner Emeritierung 2011 war Weymann ebendort Direktor des Instituts für Empirische und Angewandte Soziologie (EMPAS).
1982–1990 Sprecher des Universitätsforschungsschwerpunktes „Soziale Probleme“; 1990–2002 Vorstand des Sonderforschungsbereichs 186 „Statuspassagen und Risikolagen im Lebensverlauf“ (DFG); 1992–1994 Sprecher Graduiertenkolleg „Lebensverlauf und Sozialpolitik“ (DFG); 2001–2002 Gründungsdirektor der Graduate School of Social Sciences (GSSS) der Universität Bremen (VW Stiftung); seit 2003 Sonderforschungsbereichs 597 „Staatlichkeit im Wandel“ (DFG) und seit 2007 Bremen International Graduate School of Social Sciences (BiGSSS; Exzellenzinitiative).
Rufe an die Universität Bremen (1975), Universität Utrecht, Niederlande (1978), Universität Bamberg (1994); Universität Lüneburg (1997). Gastprofessuren: 1984/85 und 1987 Netherlands Institute for Advanced Study (NIAS), Wassenaar (Den Haag); 1990 Dickinson College, Carlisle, Pen.; 2000–2001 German and European Chair, Munk Centre for International Studies und Department of Sociology, University of Toronto; 2005 Max-Weber-Kolleg, Erfurt; 2009 Wissenschaftszentrum Berlin (WZB).
Seine Arbeitsschwerpunkte sind soziologische Theorie und Gesellschaftstheorie, Bildungsforschung, Arbeitsmarkt- und Berufssoziologie, Lebenslauf und Biographie.

## Schriften (Auswahl)
- Gesellschaftswissenschaft und Marxismus. Bertelsmann, Düsseldorf 1972, ISBN 3-571-9044-6.
- Alltagswissen, Interaktion und gesellschaftliche Wirklichkeit. (Arbeitsgruppe Bielefelder Soziologen). Rowohlt, Reinbek 1973, ISBN 3-499-21054-1.
- Lernen und Sprache: empirische Untersuchung zur Schichtenspezifität von Lernerfolg und verbaler Interaktion. Schroedel, Hannover/Dortmund/Darmstadt/Berlin 1977, ISBN 3-507-39107-4.
- Handbuch für die Soziologie der Weiterbildung. Luchterhand, Darmstadt/Neuwied 1980, ISBN 3-472-75117-7.
- Bildung und Beschäftigung (= Sonderband der Sozialen Welt, Nr. 5). O. Schwartz, Göttingen 1987, ISBN 3-509-01461-8.
- Handlungsspielräume. Untersuchungen zur Individualisierung und Institutionalisierung von Lebensläufen in der Moderne. Enke, Stuttgart 1989, ISBN 3-432-97211-3.
- mit R. Sackmann: Die Technisierung des Alltags. Generationen und technische Innovationen. Campus, Frankfurt/New York 1994, ISBN 3-593-35177-3.
- mit W.Heinz: Society and Biography. DSV, Weinheim 1996, ISBN 3-89271-691-9.
- Sozialer Wandel: Theorien zur Dynamik der modernen Gesellschaft. Juventa-Verlag, Weinheim/München 1998, ISBN 3-7799-1462-X.
- mit R. Sackmann und M. Wingens: Die Generation der Wende. Westdeutscher Verlag, Opladen 2000, ISBN 3-531-13519-8.
- Individuum – Institution – Gesellschaft: Erwachsenensozialisation im Lebenslauf. VS, Verlag für Sozialwissenschaften, Wiesbaden 2004, ISBN 3-531-14156-2.
- mit Alexander Nagel und Bernd U. Schipper: Apokalypse. Zur Soziologie und Geschichte religiöser Krisenrhetorik. Campus, Frankfurt/New York 2008, ISBN 978-3-593-38757-4.
- mit Walter Heinz und Johannes Huinink: The Life Course Reader. Individuals and Societies across Time. Campus, Frankfurt/New York 2009, ISBN 978-3-593-38805-2.
- mit Kerstin Martens, Alexander Nagel, Michael Windzio: Transformation of Education Policy. Palgrave Macmillan, Houndmills/New York 2010, ISBN 978-0-230-24634-8.
- States, Markets and Education. The Rise and Limits of the Education State. Palgrave Macmillan, Houndmills/New York 2014, ISBN 978-1-137-32647-8.
- Bildungsstaat. Aufstieg – Herausforderungen – Perspektiven. Springer VS, Wiesbaden 2016, ISBN 978-3-658-11716-0.